# 学校放送ライブラリー
学校放送ライブラリー（がっこうほうそうライブラリー）は、NHK教育テレビジョンで深夜にいくつかの学校放送番組をまとめて再放送するテレビ番組である。

## 概要
この番組は「ETV深夜館」（現・「ETVライブラリー」）の平日のコーナーとして1999年4月 - 2000年3月に放送されており、2000年4月の24時間放送移行に伴って独立化した。
原則として学校の学期単位で放送されるため、放送されたのは4月初旬 - 7月上旬、9月初旬 - 11月下旬、1月初旬 - 3月下旬の期間。それ以外の期間は「ETVライブラリー」を延長して対応した。また、放送機器メンテナンス（保守）の期間中も休止となり「映像散歩」が代わりに放送された。
主に月曜日から水曜日までの深夜は幼稚園・小学校向け、木曜日深夜は中・高校向け学校放送の中からセレクトして放送していた。なお、3学期の放送は暦や放送機器メンテナンス（一部地区休止・減力放送）の都合上、1月4日から行われる年度もあったが、その場合は通常の放送曜日と異なった。（時間は同じ）
- 15分番組×4本（幼稚園向け、小学校向け）
- 10min.ボックス 10分番組×5本（放送される場合、時間調整の関係で3:00スタートとなる場合がある）
- ティーンズTV 20分番組×3本
  - 「NHK高校講座」についてはこの枠では放送せず、直後の「NHK高校講座（教育セミナー）ライブラリー」の枠で1時間放送されていた。

なお、NHK教育テレビでは一連の不祥事を受けての経営再建策の一環として2006年4月から24時間終夜放送を中止したため、この番組も打ち切りとなった。その後、テレビデジタル化に伴う放送チャンネルの統合（旧BS2による学校放送の時間廃止）と、学校放送大改造に伴い、2011年度、週1回ながら復活することになった。

## 放送時間
休止前
火曜日〜金曜日 2:50 - 3:50（月曜日〜木曜日の深夜）
2011年度
土曜日 1:05 - 1:45（金曜日深夜）
終了後、Mr.脳のクロージング・日の丸君が代放送・局名告知を経て停波。
ワンセグ2はこの時間別番組
2012年度
金曜日 1:50 - 2:25（木曜日深夜）
終了後、Mr.脳のクロージング・日の丸君が代放送・局名告知を経て停波。